# كريم كندي (كراني)
کریم کندي (بالفارسية: کریم‌کندی) هي قرية تقع في إيران في قسم کراني الريفي. يقدر عدد سكانها بـ 23 نسمة بحسب إحصاء 2016.